# Флоранюс, Шерел
Шерел Констансио Флоранюс (нидерл. Sherel Constancio Floranus; 23 августа 1998 года, Роттердам) — кюрасаоский и нидерландский футболист, защитник клуба ПЕК Зволле и сборной Кюрасао.

## Клубная карьера
Флоранюс является воспитанником клуба «Спарта». В январе 2015 года подписал с клубом контракт сроком на три года, до лета 2018 года. 28 августа 2015 года дебютировал в составе «Спарты» в Эрстедивизи поединком против «Эйндховена», выйдя в стартовом составе и будучи заменённым на 83-й минуте Дензела Дюмфриса. Всего в дебютном сезоне провёл 12 встреч, в 5 из них выходил в стартовом составе. Помог клубу выиграть чемпионат и вернуться в высший дивизион.
13 августа 2016 года Рик дебютировал в Эредивизи поединком против «Зволле», выйдя на замену на 85-й минуте вместо Крейга Гудвина.
30 июня 2021 года перешёл в турецкий «Антальяспор».
1 августа 2023 года подписал двухлетний контракт с клубом «Алмере Сити».
26 августа 2024 года перешёл в ПЕК Зволле, подписав трёхлетний контракт до середины 2027 года. 1 сентября дебютировал за клуб в матче Эредивизи против «Хераклеса».

## Карьера в сборной
Выступал за юношеские сборные Нидерландов до 17 и 19 лет. Принимал участие в чемпионате Европы 2015 среди юношей до 17 лет, сыграл на турнире во двух матчах. Также принимал участие в отборочных встречах к чемпионату Европы 2017 среди юношей до 19 лет.

## Личная жизнь
Является кузеном защитника «Хераклеса» Йетро Виллемса.